# Tänk, o Gud, på sjuka alla
Tänk, o Gud, på sjuka alla är en psalm av okänd författare, men anges i 1937 års psalmbok vara en "bön för krigsinvalider" från 1789. 
Melodin är en tonsättning av Johan Anastasius Freylinghausen från 1705.

## Psalmen finns publicerad som
- Nr 628 i Nya psalmer 1921, tillägget till 1819 års psalmbok under rubriken "Det Kristliga Troslivet: Troslivet i hem och samhälle: Det kristna hemmet: Sjukdom och hälsa: För sjuka".
- Nr 386 i 1937 års psalmbok under rubriken "Trons prövning under frestelser och lidanden".